# Christian Friedrich Seybold
Christian Friedrich Seybold (Waiblingen, 1859 – Tubinga, 1921) è stato un orientalista tedesco.
Docente all'università di Tubinga dal 1897, fu studioso del mondo arabo e della geografia dell'Andalusia.